# マンガ・エロティクス
『マンガ・エロティクス』は、かつて太田出版が発行していた日本の季刊漫画雑誌。発売日は、1月・4月・7月・10月の15日。1999年4月15日に創刊。後に年数回の刊行となり休刊となった。
漫画家・山本直樹をスーパーバイザーに迎え、「おとなのためのエロティックコミック」をキャッチフレーズに発行。読切作品を中心に掲載。2002年以降は、年1回から3回程度の発行となり、その後休刊となった。

## 主な掲載作品
- Iron Maiden（榎本ナリコ）
- 蟻（雁須磨子）
- うろしま物語（福山庸治）
- 奥様は18歳 （山本直樹）
- 勝手にしやがれ（田村マリオ）
- 日曜日（やまだないと）